# Gastald
Gastald és un títol longobard, corresponent a l'administrador d'un gastaldat, una part del patrimoni immobiliari del rei, sobre el qual tenia les competències civils, militars i judicials. Títol de gran rellevància a Llombardia (Itàlia) als segles vii i viii, va desaparèixer al segle IX. A la República de Venècia, el gastald era el funcionari ducal carregat de l'execució de les sentències penals i civils. El títol va ser abolit el 1797 després de l'ocupació francesa.